# 에브리봇
에브리봇(EveryBot Inc.)는 대한민국의 청소로봇 기업이다. 본사는 경기도 성남시 분당구 판교역로 231 H스퀘어 빌딩 S동 10층에 위치해 있으며 대표이사는 정우철이다. 물걸레 로봇청소기 서빙 로봇를
 개발한다. 자체 브랜드 제품과 삼성전자향 ODM 제품을 판매한다

## 상장
2021년 7월 28일에 주관사를 NH투자증권으로 공모가 36,700원에 코스닥 시장에 상장하였다.

## 같이 보기
- 유진로봇
- 레인보우로보틱스
- 로보로보
- 로보티즈
- iRobot

## 참고문헌
1. ↑  에브리봇, 하반기 신제품 출시로 외형확대 전망, 인포스톡데일리, 2022.06.17
2. ↑  손들고 서빙로봇 부르고, 로봇청소기 문턱 넘나드네 … 에브리봇 신기술 적용한 제품 공개, ET뉴스, 2023-10-11
3. ↑  에브리봇, '2023 로보월드' 서 첨단 기술력의 청소 및 서빙 로봇 소개, 헬로우T, 2023.10.08
4. ↑  Company Comment 에브리봇 NH투자증권 2021. 12.17